# Faluån

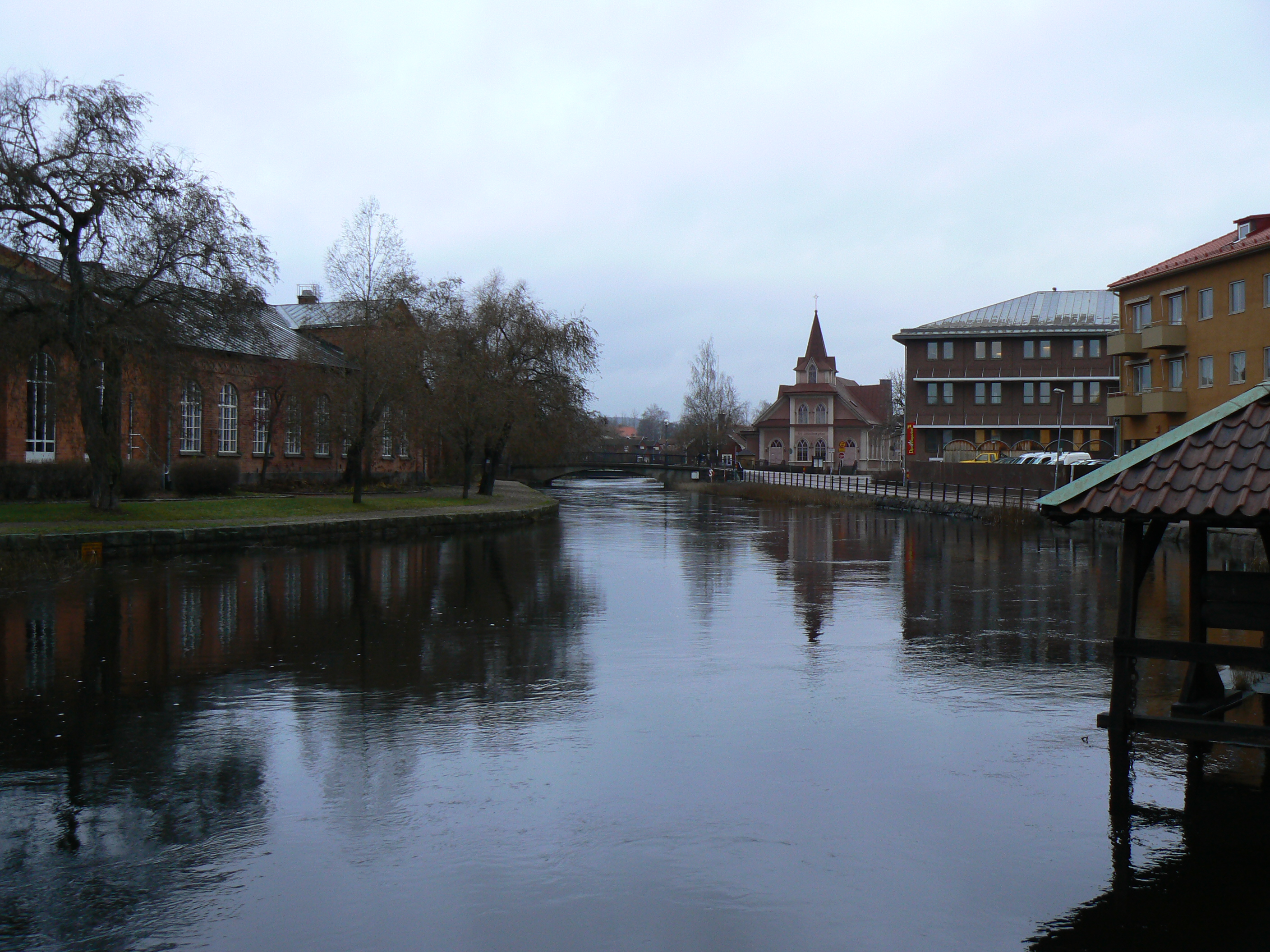
Faluån i centrala Falun

Faluån i östra Dalarna rinner genom Falun och delar enligt traditionen in staden i två delar: en ljuvlig sida och en gruvlig sida (se Falu koppargruva).

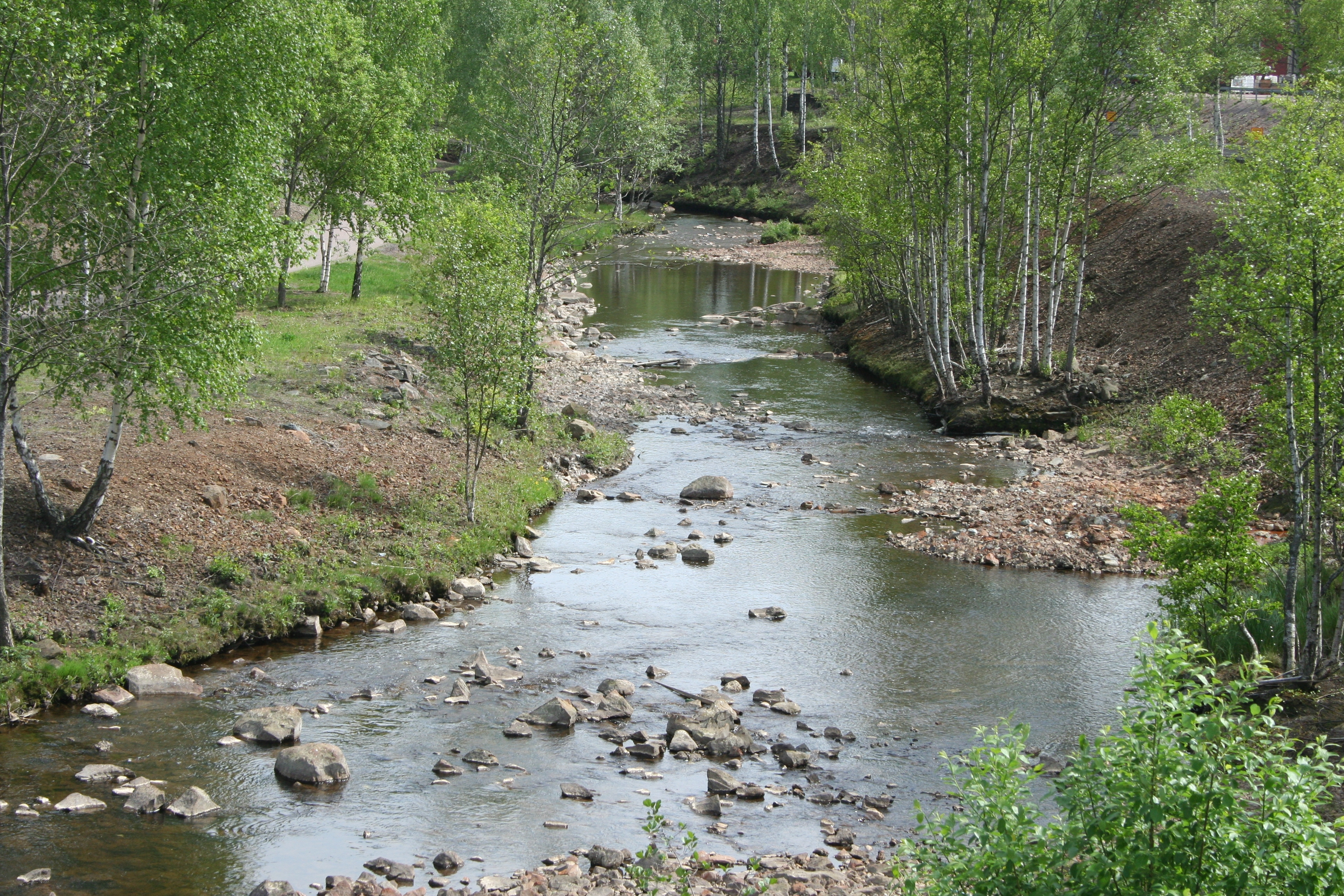
Faluån/Östanforsån omedelbart söder om Kvarnbron

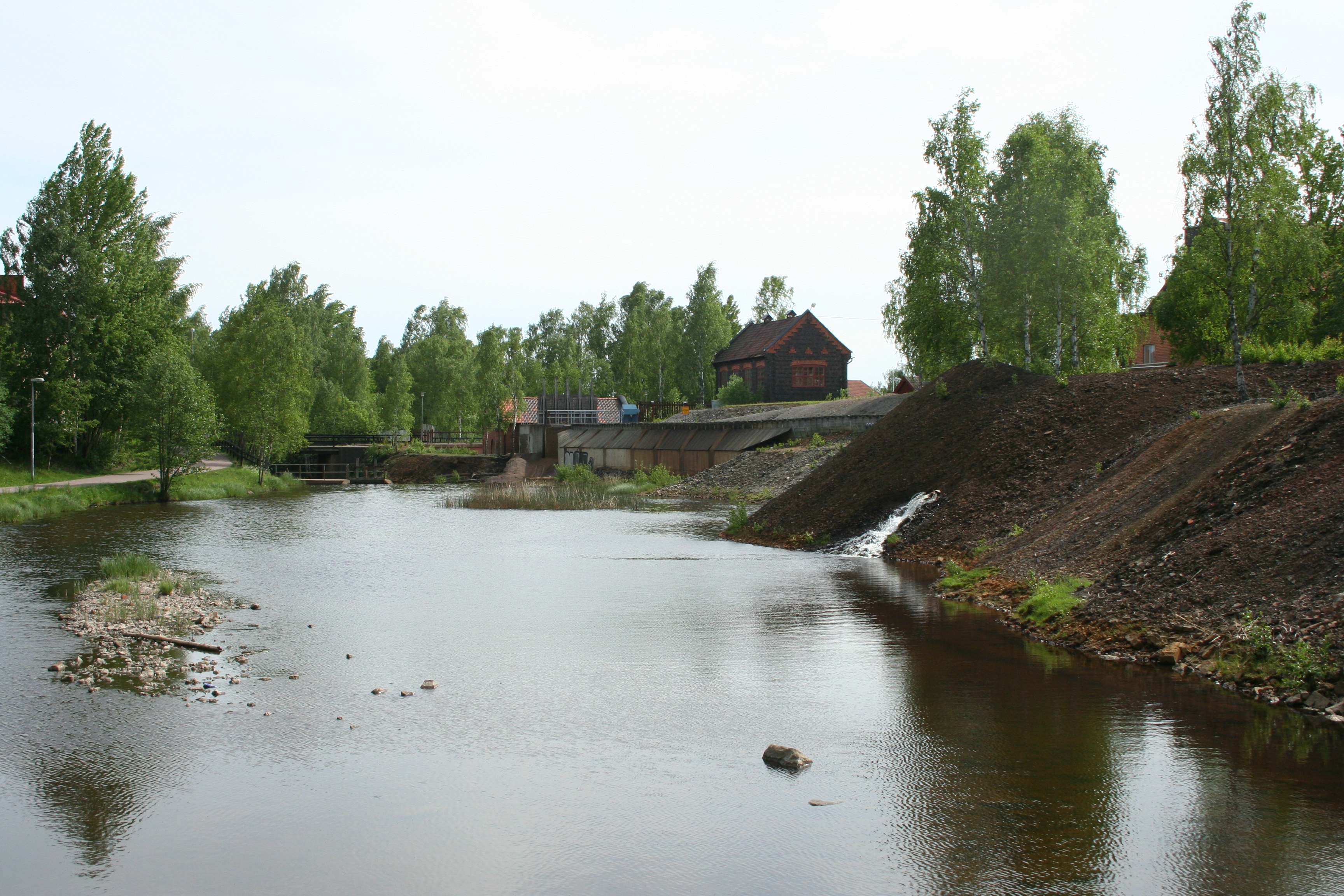
Faluån/Östanforsån norr om Södra Mariegatan

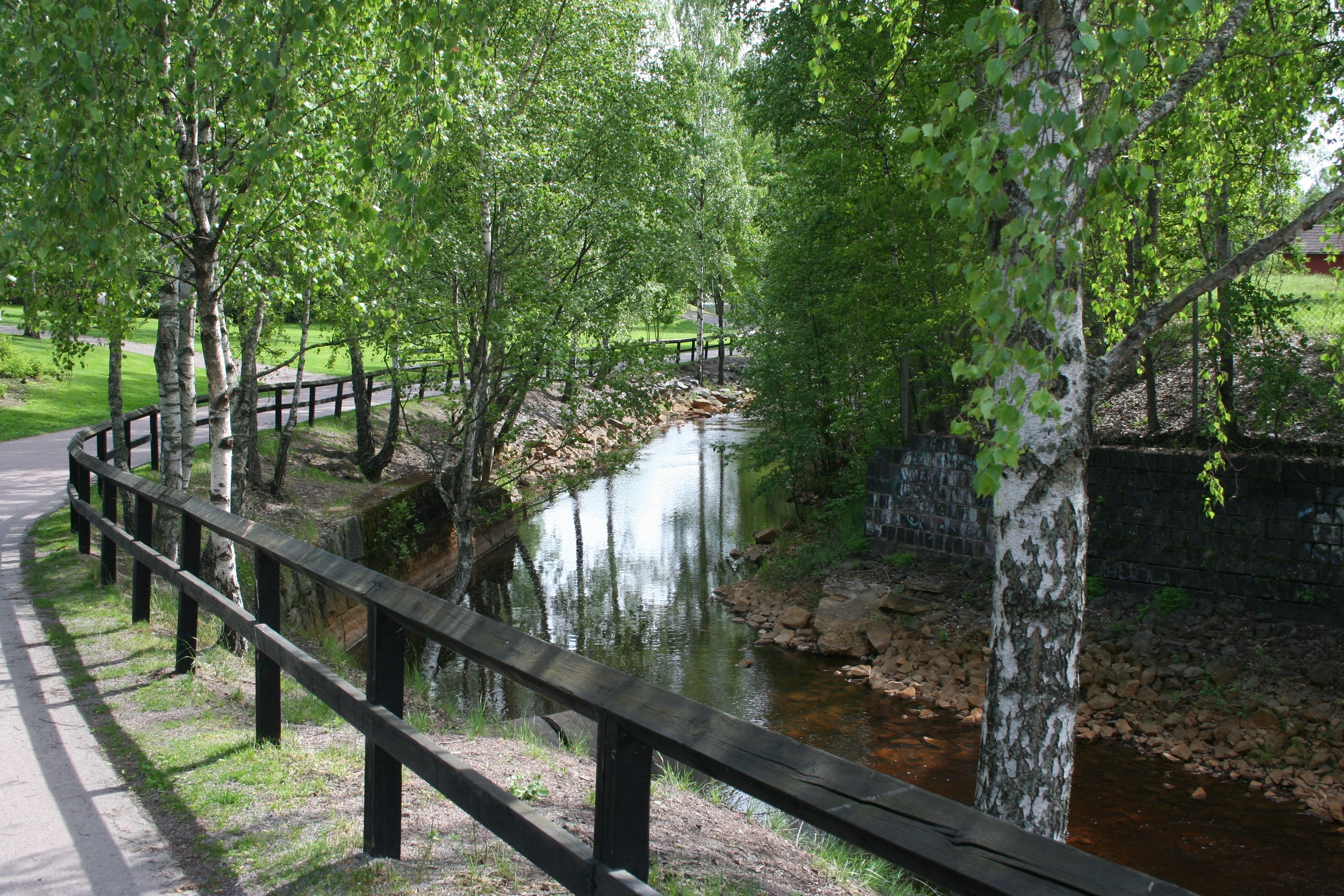
Faluån mellan Södra Mariegatan och Magasinsbron

Faluån rinner från sjön Varpan (115 m ö.h.) via Tisken och ut i sjön Runn (107 m ö.h.; sjön står i förbindelse med Dalälven). Dess längd är ca 4 km, men inkl. källflöden ca 50 km. Den egentliga Faluån rinner bara genom själva Falun, men Faluåns källor står att finna vid gränsen mellan Rättviks och Leksands kommuner. De två viktigaste källarmarna till Faluån är Floån från väster och Rogsån från norr (båda mynnar i Varpan). Den övre delen av Faluån kallas Östanforsån efter den stadsdel som ligger där.